# Съюз на архитектите в България
Съюзът на архитектите в България (съкратено САБ) е доброволна творческо-професионална организация на архитекти от всякакви сфери. Регистриран е като сдружение с нестопанска цел със седалище в София.

## Цел и предмет
Представлява своите членове и защитава техните творческо-професионални интереси пред държавни, общински и международни институции, юридически и физически лица.
Защитава и обединява творческо-професионалните интереси на архитектите и работи за хармоничното и устойчиво изграждане на територията и населените места, развитието на образованието по архитектура и усъвършенстване на нормативната база в областта на архитектурата.
Развива и разширява творческо-професионално сътрудничество с Камарата на архитектите в България (КАБ) и други български, чуждестранни и международни сродни организации в областта на архитектурата.
Утвърждава архитектурата като изкуство, както и ценностите и резултатите на архитектурното творчество.
Утвърждава архитектурата като изкуство, както и ценностите и резултатите на архитектурното творчество.
Да подпомага членовете си при решаване на техни социални проблеми.
За постигане на поставените цели САБ използва следните средства:
- Работи за популяризирането на своите цели и задачи и на творческите постижения на членовете си чрез собствени и други обществени и частни средства за масова информация.
- На основание чл. 40 от Закона за авторското право и сродните му права консултира и защитава авторските права на своите членове, когато такива права са му предоставени за колективно управление.
- Предизвиква и организира публични дискусии и изразява становища по важни за архитектурата и обществото проблеми, свързани с целите на САБ.
- Работи за утвърждаване на конкурсното начало като основен принцип при възлагане на архитектурни проекти.
- Поддържа, развива и усъвършенства система за информиране на своите членове по проблемите и новостите в областта на архитектурата.
- Изгражда система за връзки със своите членове за решаване на творческите и социалните им проблеми.
- Разработва програми за квалификация и преквалификация на своите членове.
- Съдейства за развитие и усъвършенстване на образованието по архитектура и за навлизане на начинаещите архитекти в професията.
- Осъществява съвместни проекти в областта на архитектурата.
- Съдейства за развитие на българската култура и архитектура.
- Разработва и реализира програми за хармонизиране на архитектурната дейност в съответствие с международните изисквания.
- Осигурява условия за отдих и творчество на своите членове в собствени бази.

Предметът на дейност на САБ е:
- създаване, разпространение и опазване на културни ценности в областта на архитектурата
- организиране на прояви и информиране на обществото за творческите постижения на членовете на САБ в областта на архитектурата
- хармонизиране на архитектурната дейност в съответствие със световните стандарти за практикуване на професията
- организиране на публични дискусии по важни за обществото и членовете на САБ проблеми на архитектурата и нормативната й уредба
- организиране и провеждане на конкурси в областта на архитектурата и премиране на отличените проекти
- квалификация и преквалификация на своите членове в областта на архитектурата
- съдействие за развитие на образованието по архитектура
- консултация и защита на авторските права на своите членове, когато такива са предоставени за колективно управление от САБ
- консултира, изработва и изразява експертни становища в областта на архитектурата
- документиране и опазване на паметниците на архитектурата.

## История
САБ е продължител на творческите традиции и приемник на Българското техническо дружество (основано през 1885 г.) и правоприемник на Българското инженерно-архитектно дружество (основано 1893 г.), на Дружеството на българските архитекти (основано 1926г.), на Съюза на българските инженери и архитекти (основан 1937г.) и на Научно-техническия съюз (за периода от основаването му 1949 до 1965г.) – по отношение дейността на Дружество “Архитектура”.
САБ е член на Международния съюз на архитектите (UIA). Арх. Георги Стоилов е Предизент на МСА- 1985- 1987г. Арх. Методи Писарски е Вице- Президент на МСА за Регион 2- 1972- 1978г. Арх. Истелианна Атанасова е Вице- Президент на МСА за Регион 2- 2021- 2023г.
САБ е член на Архитектурния съвет на Европа (CAE).
САБ е домакин на XI Световен конгрес на Международния съюз на архитектите „Архитектура и отдих“, Варна, България, 1972г.
САБ е съорганизатор на Световно биенале/триенале на архитектурата ИНТЕРАРХ (от 1981г.).
САБ е съорганизатор на участието на Република България във Венецианското биенале по архитектура (от 2008 г., с прекъсвания).

## Членство
Членуването в САБ е доброволно.
Член на САБ може да бъде всяко дееспособно физическо лице, което е български гражданин, има диплома за висше образование с магистърска степен и квалификация „архитект” и приема Устава на сдружението.
САБ приема за почетни членове дееспособни физически лица, които имат съществени заслуги за развитието на българската и световната архитектура, по решение на Управителния съвет.
 Редовното членство в САБ се придобива по решение на съответното дружество, като копие от протокола се изпраща на Управителния съвет. Кандидатът, отговарящ на условията за членство, отправя писмено заявление до свободно избрано от него дружество на САБ. В заявлението си кандидатът декларира, че е запознат и безусловно приема разпоредбите на устав и посочва дружеството, в което желае да членува. Към заявлението задължително се прилагат и документи, удостоверяващи, че кандидатът отговаря на условията за членство.
Членуването в САБ се установява с регистър на членовете на САБ, който се поддържа от УС и с членска карта.
Всеки член на САБ има право:
1. Да участва в управлението на САБ.
2. Да избира и да бъде избиран в състава на органите на САБ с изключение на членовете на САБ по чл. 19 и 20 от устава.
3. Да получава пълна, точна и навременна информация за дейността на САБ и на дружеството, в което участва.
4. Да прави предложения пред Съвета на дружеството, Управителния съвет, Контролния съвет и Общото събрание на САБ и да ги сезира за пропуски и нарушения в дейността им или на отделни негови членове.
5. Да ползва по ред, установен с правилници, приети от УС, всички придобивки, които САБ осигурява на своите членове, и резултатите от дейността му.
6. Да ползва имуществото на САБ само ако е необходимо и ползването е свързано с упражняване на дейности и функции в неговите управителни органи или ако ползването е възложено с решение на тези органи.
Членовете на САБ са длъжни:
1. да работят за осъществяване на целите и задачите на САБ;
2. да спазват Устава;
3. да изпълняват решенията на Общото събрание, Управителния съвет и Контролния съвет, Общото събрание на дружеството и Съвета на дружеството;
4. да пазят доброто име на САБ и на професията и спазват Европейския деонтологичен кодекс.
5. да плащат редовно членски внос.
За задълженията на САБ членът отговаря до размера на определения членски внос. Членът не отговаря лично за имуществените задължения на САБ. Членските права и задължения, с изключение на имуществените, са непрехвърлими и не преминават върху други лица при смърт, съответно при прекратяване. Изпълнението на неимуществените членски задължения и упражняването на неимуществените членски права не може да се предоставят другиму.
Членството в САБ се прекратява:
1. с едностранно писмено волеизявление до Съвета на дружеството;
2. при смърт или поставяне под запрещение на члена на САБ;
3. при изключване от САБ;
4. отпадане от САБ при невнасяне на членски внос в продължение на дванадесет месеца последователно.

## ОРГАНИЗАЦИОНЕН СТРОЕЖ
Членовете на САБ се организират в дружества, които се формират на доброволен принцип. Дружеството или клонът са основна организационна единица на САБ, в които неговите членове се отчитат и участват в дейността им. Дружествата се създават на териториален принцип и (или) творческо-професионални интереси, а клоновете само на териториален принцип.
Дружествата могат да се обединяват (сдружават) в регионални и творчески обединения. Всяко новосформирано дружество трябва да има най-малко двадесет члена и наименование, включващо името на населеното място, в което се намира управлението му. Всяко дружество има кръгъл печат, по периферията му е изписана абревиатурата “САБ”, към която с тире се добавя пълното наименование на дружеството, а в центъра е изобразена емблемата на САБ.
Дружествата на САБ и регионалните обединения не са самостоятелни юридически лица. Техен регистър се води от Управителен съвет. Новосформираните дружества се регистрират пред Управителния съвет с учредителен протокол, подписан от всички учредители.
Дружествата осъществяват своята дейност на принципите на организационна и финансова самостоятелност съобразно Устава и единния бюджет на САБ.
Дружествата се отчита ежегодно пред Управителния съвет не по-късно от 31 януари. Отчетът съдържа:
1. броят и имената на редовно отчетените членове към 31 (тридесет и първи) декември на отчетната година;
2. отчет за идеалната дейност на дружеството;
3. програма за дейността на дружеството през текущата година;
4. финансов отчет на дружеството;
5. разчет за финансиране на дружествената дейност.
Дружеството се ръководи от Общото събрание на всичките си членове. То се свиква най-малко два пъти годишно.Общото събрание на дружеството се счита за редовно и може да заседава и да взема решения, ако присъстват повече от половината от всички редовно отчетени членове.
Общото събрание на дружеството:
1. Приема годишната програма за работата на дружеството.
2. Изготвя годишен разчет за финансиране на дружествената дейност.
3. Определя броя, избира и освобождава членовете на Съвета на дружеството. Избира и освобождава председател на Съвета на дружеството.
4. Одобрява отчета на Съвета на дружеството и взема решение за освобождаване на членовете му от отговорност.
5. Взема решение за прекратяване дейността, за вливане или за сливане с друго дружество, както и за членуване в регионално обединение.
6. Взема решение за приемане или изключване на членове на САБ.
7. Предлага кандидати за членове на Управителния съвет, Контролния съвет на членове на помощните структури на Управителния съвет на САБ.
8. Избира делегати за Общото събрание на САБ.
9. Предлага измежду своите членове кандидати за представители на САБ в международни работни програми или предвидените с нормативен акт специализирани държавни и общински органи .
10. Прави предложение пред Управителния съвет за броя, разписанието на длъжностите и възнагражденията на служителите в дружеството.
11. Съдейства за управление на имущество на САБ, намиращо се на територията на съответното населено място или регион.
12. Взема решения и дава становища по въпроси, свързани с целите на САБ относно решаването на местни и регионални проблеми на архитектурата.
13. Приема решения по други въпроси от негова компетентност.

## РЪКОВОДНИ ОРГАНИ

### Общо събрание
Върховен орган на САБ е Общото събрание. Общото събрание на САБ се състои от всички делегати на дружествата на САБ. Общите събрания са ежегодни (редовни), изборни (на 4 години) и извънредни.
Делегатите на Общото отчетно-изборно събрание на САБ се избират от Общите събрания на всички регистрирани дружества на САБ. Общото събрание на дружеството за избор на делегати в Общото събрание на САБ се провежда не по-късно от два месеца преди датата на свикване на Общото събрание на САБ.
Избраните делегати участват в работата и на ежегодно провежданите общи събрания на САБ между отчетно-изборните събрания. Броят на делегатите на Общото събрание на дружеството за Общото събрание на САБ се определя, като общият брой на членовете на дружеството се раздели на десет. В случай, че остатъкът при деленето е повече от пет, броят на делегатите на дружеството се закръглява към по-голямото число. В случай, че остатъкът е по-малък или равен на пет, броят на делегатите на дружеството се закръглява към по-малкото число. Регистрираните дружества, чийто брой на членовете е по-малък от десет, имат право да изберат само един делегат. Членовете на УС са по право делегати за мандата.
На Общото събрание могат да присъстват и членове на САБ, които не са делегати. 
Общото събрание на САБ задължително се свиква от Управителния съвет веднъж годишно.
Извънредно Общо събрание на САБ може да се свиква от Управителния съвет по негова инициатива или по искане на една трета от членовете на САБ. Ако в последния случай Управителният съвет в месечен срок не отправи писмена покана за свикване на Общото събрание, то се свиква от съда по седалището на САБ по писмено искане на заинтересуваните членове или натоварено от тях лице.
Поканата трябва да съдържа дневния ред, датата, часа и мястото за провеждането на общото събрание и по чия инициатива то се свиква. Поканата се обнародва в “Държавен вестник” и се поставя на мястото за обявления в сградата, в която се намира управлението на САБ, най-малко един месец преди насрочения ден. Общото събрание на САБ се свиква в населеното място където е седалището на САБ или в друго населено място по решение на Управителния съвет.
Общото събрание на САБ избира председател и секретар на заседанията си.При провеждане на избор за органи на САБ, Общото събрание определя броя и членовете на комисиите за провеждане на избора и преброители, по предложение на Управителния съвет.
Общото събрание на САБ:
1. Приема Устава на САБ и неговите изменения и допълнения.
2. Приема други вътрешни актове, по въпросите от неговата компетентност.
3. Определя основни насоки за дейността на САБ.
4. Приема и изменя организационния строеж на САБ.
5. Избира чрез тайно гласуване членовете на Управителния съвет и на Контролния съвет, както и техните председатели.
6. Утвърждава отчета на Управителния съвет за предходния период и освобождава от отговорност членовете му.
7. Приема отчета на Контролния съвет за предходния период.
8. Ежегодно приема бюджета на САБ по предложение на Управителния съвет.
9. Взема решения относно дължимостта и размера на членския внос или на допълнителните имуществените вноски.
10. Отменя решения на другите органи на САБ, които противоречат на закона, устава или други вътрешни актове, регламентиращи дейността на САБ;
11. Приема решения за членуване на САБ в други юридически лица, включително в сдружения с нестопанска цел.
12. Приема решения за преобразуване на САБ.
13. Приема решения за прекратяване на САБ.
14. Приема решения за образуване на търговски дружества с капитал - собственост на САБ, гласува уставите им и избира техни органи.
15. Взема и други решения, предвидени в устава.
Общото събрание се счита за законно, ако присъстват най-малко от всичките му делегати. Ако не се явят нужния брой делегати, събранието се отлага с 1 час при същия дневен ред и на същото място на провеждане, след което е законно, независимо колко делегати са се явили.
В Общото събрание всеки делегат има право на един глас. Не се допуска гласуване с пълномощия. 
Решенията на Общото събрание се вземат с обикновено мнозинство на гласовете. По въпроси, които не са били предварително вписани в дневния ред и надлежно оповестени, не могат да се вземат решения. Решенията на Общото събрание са задължителни за всички членове и други органи на САБ.

### Управителен съвет и Контролен съвет
В периода между заседанията на Общото събрание САБ се ръководи от Управителен съвет.
Управителният съвет на САБ е в състав от 15 (петнадесет) души, включително Председателя. Членовете на Управителния съвет се избират за срок от 4 (четири) години. В Управителния съвет могат да бъдат избирани само членове на САБ.
Управителният съвет се формира на базата на регионални изборни листи, в които се включват кандидати от следните региони: 
ЮГОЗАПАДЕН РАЙОН – дружествата в Благоевград, Дупница, Кюстендил и София – регион;
ЮЖЕН ЦЕНТРАЛЕН РАЙОН – дружествата в Пловдив, Пазарджик, Кърджали и Смолян;
ЮГОИЗТОЧЕН РАЙОН – дружествата в Бургас, Ямбол, Стара Загора, Казанлък и Хасково;
СЕВЕРОИЗТОЧЕН РАЙОН – дружествата във Варна, Добрич, Търговище и Шумен;
СЕВЕРЕН ЦЕНТРАЛЕН РАЙОН – дружествата в Русе, Силистра, Разград, Габрово и Велико Търново;
СЕВЕРОЗАПАДЕН РАЙОН – дружествата в Плевен, Враца и Монтана;
СОФИЯ ГРАД – дружествата и сдруженията на територията на град София.
Управителният съвет на САБ:
1. Представлява САБ и определя правомощията и представителната власт на отделни негови членове.
2. Определя реда и организира извършването на дейността на САБ.
3. Избира от своя състав с тайно гласуване заместник-председатели на Управителния съвет по предложение на Председателя на Управителния съвет.
4. При предсрочно прекратяване на правомощията на Председателя на управителния съвет определя заместник-председател на Управителния съвет, който да изпълнява длъжността му до провеждане на избор от Общото събрание.
5. Организира, контролира, изпълнява и отговаря за изпълнението на решенията на Общото събрание.
6. Изготвя проект за годишен бюджет на САБ и го внася за утвърждаване от Общото събрание на САБ.
7. Приема годишния счетоводен отчет на САБ.
8. Приема и утвърждава единното щатно разписание на служителите в САБ.
9. Приема вътрешни правилници по въпроси от негова компетентност и правила за организация на своята работа.
10. За подпомагане на работата си Управителният съвет определя броя и вида на постоянни и временни структури по различните видове дейности, свързани с целите на САБ, и избира техния състав и председателите им.
11. Взема решение за разпореждане с имуществото на САБ, съгласно действащото законодателство.
12. Води Регистър на членовете на САБ, Регистър на дружествата и зружествените обединения.
13. Действа като орган на търговските дружества на САБ съгласно решенията на Общото събрание на САБ за учредяването им.
14. В случай, че Общото събрание на САБ приеме решение за прекратяване, Управителният съвет действа в качеството на ликвидатор.
15. Избира представители на САБ в международни организации измежду представени от дружествата кандидатури.
16. Може да приеме решение за промяна на адреса на управление на САБ.
17. Управителният съвет се задължава да съдейства за реализация на платформата на Председателя на САБ.
Заседанията на Управителния съвет се свикват и ръководят от неговия Председател. Управителният съвет се свиква на редовни заседания най-малко веднъж на 3 месеца. Управителният съвет може да бъде свикан и на извънредни заседания по писмено искане на повече от 1/3 от членовете му или от Председателя на Управителния съвет. 
За свикване на заседание на Управителния съвет Председателят на Управителния съвет изпраща писмена покана до всичките му членове. В поканата задължително се вписват: дневният ред, датата, часът и мястото на провеждане на заседанието и по чия инициатива то се свиква. Поканата за заседанието се изпраща на всички членове на Управителния съвет не по-късно от 10 дни преди датата на провеждането му. 
Заседанието на Управителния съвет се счита за законно, ако на него присъстват две трети от членовете му. Всеки член на Управителния съвет има право на един глас. 
Решенията на Управителния съвет се приемат с обикновено мнозинство от присъстващите. Председателят и заместник-председателите на Управителния съвет ръководят оперативно изпълнението на решенията на Управителния съвет.  
Контролният съвет се състои от 5 членове, избрани от Общото събрание на САБ с тайно гласуване измежду членовете на САБ.  
Контролният съвет се ръководи и представлява пред останалите органи на САБ от своя Председател. 
Председателят на Контролния съвет се избира от Общото събрание на САБ измежду членовете на Контролния съвет. Мандатът на Председателя на Контролния съвет съвпада с мандата на Контролния съвет (4 години). 
Контролният съвет на САБ : 
1. Контролира спазването на Устава и на решенията на Общото събрание на САБ от страна на Управителния съвет и поделенията на САБ, като упражнява предварителен, текущ и последващ контрол;
2. Контролира спазването на Европейския деонтологичен кодекс.
3. При необходимост назначава финансови ревизии и други проверки;
4. Може да прави предложения за отмяна на незаконосъобразни и противоуставни решения на Управителния съвет и на поделенията на САБ;
5. За своята дейност се отчита пред Общото събрание на САБ;
6. Решава други въпроси от негова компетентност.
Контролният съвет извършва дейността си в рамките на утвърдените му средства в бюджета на САБ. За своите действия Контролният съвет носи отговорност пред Общото събрание на САБ.

### Председател и заместник-председателите на Управителния съвет
Председателят на Управителния съвет се избира от Общото събрание на САБ при най-малко две кандидатури. Кандидатите могат да представят програма за управление, обявена не по-късно от един  месец преди Общото събрание. Мандатът на Председателя на Управителния съвет е четири години, но не повече от два мандата.
Председателят на Управителния съвет на САБ:
1. Свиква и ръководи заседанията на Управителния съвет.
2. Представлява САБ пред трети лица. Председателят на Управителния съвет може да преупълномощава членове на САБ с отделни свои права, както и лица с юридическо образование - да представляват САБ пред съда.
3. Назначава и освобождава служителите на САБ според одобреното от Управителния съвет единно щатно разписание.
4.  Председателят предлага на Управителния съвет за утвърждаване или смяна структурата на дейността на Управителния съвет и поименно зам. председателите.
Председателят и заместник-председателите на Управителния съвет представляват САБ пред трети лица заедно или поотделно.
Заместник-председателите на Управителния съвет изпълняват функциите на Председателя на Управителния съвет в негово отсъствие и други функции възложени им от Управителния съвет или от неговия председател.